# Bassin de Londres

Carte géologique du Sud-Est de l’Angleterre et des régions environnant la Manche, montrant le bassin de Londres et ses environs.

Le bassin de Londres est un bassin allongé, grossièrement triangulaire d'environ 250 km de long sur lequel se trouve Londres et une grande partie du Sud-Est de l'Angleterre et du Sud-Est de l'Est-Anglie ainsi que la mer du Nord environnante. Le bassin s'est formé à la suite d'une extension tectonique liée à l'orogenèse alpine durant le Paléogène et fut particulièrement actif il y a 60 à 40 millions d'années. Ce bassin fait partie intégrante du bassin sédimentaire intracratonique Anglo-Parisien à subsidence faible (sédimentation assez peu épaisse, aux dépôts de faible tranche d’eau dans des mers peu profondes et des lacs) contrôlé essentiellement par des processus eustatiques, constitué d'un socle hercynien sur lequel repose en discordance angulaire une couverture de 3 à 5 000 m.

## Sources
- (en) Cet article est partiellement ou en totalité issu de l’article de Wikipédia en anglais intitulé « London Basin » (voir la liste des auteurs).